# Анри Нестле
Анри Нестле (фр. Henri Nestlé), до 1839. Хајнрих Нестле (Франкфурт на Мајни, 10. август 1814 — Глио, 7. јул 1890), био је швајцарски предузетник немачког порекла. Оснивач је фирме Нестле, данас највеће прехрамбене компаније у свету и највеће индустријско предузеће у Швајцарској, а створио је 1875. године и прву млечну чоколаду.
Нестле је у периоду од 1823. до 1839. радио као апотекар у Франкфурту. 1839. године. је емигрирао у Вевеу код женевског језера, па је своје име променио из Хајнриха у Анри.
Године 1849. је Нестле себи сам уредио малу лабораторију у коме је према најновијим научним спознајама минералних ђубрива и текући гас из биљно уље за израду. У годинама 1858—1862. он је продао тај гас граду Веве. У то време продавао је и керозин.
Јустус фон Либиг је 1865. развио прву готову произвоњу за одојчади. Анри Нестле је потом променио рецепт од 1867. и развио је неку врсту млека у праху.
Под именом Henri Nestle∟s Kindermehl тај рецепт је дошао на тржиште и постаје хит. 1874. је Нестле започео да се повлачи из своје фирме, која је за једну годину остварила добит од 400.000 франака. 1875. је он продо читаву фирму својим пословним пријатељима Густав Марки, Жил Монера и Пиер-Самуел Роуси.
Од 1875. године нестле је са својом породицом живео у Монтреу и Глиону. У доби од 76 година, умро је 7. јула 1890. у Глиону.